# 石渡愛
石渡 愛（いしわた あい、1993年7月26日 - ）は、日本の女優である。
東京都出身。トキエンタテインメント所属。

## 略歴・人物
- 立教大学現代心理学部映像身体学科出身[1]。
- 趣味は舞台鑑賞。
- 無隣館3期生[2][3]。

## 出演

### テレビドラマ
- 世にも奇妙な物語 25周年記念! 秋の2週連続スペシャル ～映画監督編～「幸せを運ぶ眼鏡」 - 結婚するカップル女 役 (2015年11月28日)

### 映画
- アニバーサリー「記念日が行方不明」　- 優希 役 (2016年10月)
- 亜人 (漫画)（2017年）

### 舞台
- 転校生（2015年8月22日 - 9月6日、Zeppブルーシアター六本木）[4]
- 夏の夜の夢 - ライサンダー 役[5] (2017年3月、サンモールスタジオ)[6]
- 福島を上演する（2017年10月7日 - 10月15日、シアターグリーン BASE THEATER）[7]
- つかの間の道（2024年3月9日 - 17日、アトリエ春風舎）[8]

### ビデオ・オン・デマンド
- 東京ヴァンパイアホテル（2017年）

### その他
- 長野プロモーションドラマ「あの頃のわたしへ」 - 夢子 役（2016年2月）[9]